# SMS Pommern
La SMS Pommern era una delle cinque navi da battaglia pre-dreadnought della classe Deutschland  costruite per la Kaiserliche Marine tra il 1904 ed il 1906. Denominata in onore della Pomerania, una provincia della Prussia. Costruita dai cantieri navali AG Vulcan di Stettino, fu impostata il 22 marzo 1904 e varata il 2 dicembre 1905. Entrò in servizio nella Hochseeflotte il 6 agosto 1907. Le navi della sua classe erano già obsolete appena entrate in servizio, essendo inferiori in stazza, protezione, potenza di fuoco, e velocità rispetto alla rivoluzionaria HMS Dreadnought.
Una volta entrata in servizio, la Pommern fu assegnata al II. Geschwader (2ª squadra da battaglia) della Hochseeflotte, dove svolse il suo servizio in pace e per i primi due anni della prima guerra mondiale, partecipando alle sortite della flotta nel Mare del Nord, nel tentativo di impegnare e distruggere una parte isolata della Grand Fleet. La nave fu presente alla sortita che condusse alla Battaglia dello Jutland il 31 maggio – 1 giugno 1916 dove, insieme alla sua squadra, ingaggiò brevemente gli incrociatori da battaglia al comando di David Beatty; la Pommern fu colpita da un proietto da 12 in (30,5 cm) lanciato dall'incrociatore da battaglia HMS Indomitable. Durante i combattimenti notturni con i cacciatorpediniere britannici, mentre si levava l'alba del 1 giugno, fu raggiunta da un siluro, forse due, lanciato dal cacciatorpediniere HMS Onslaught, che innescò l'esplosione della santabarbara delle cariche dei cannoni da 17 cm. L'esplosione divise in due la nave ed uccise l'intero equipaggio. La Pommern fu l'unica nave da battaglia, di entrambe le parti, affondata durante codesta battaglia.

## Costruzione e caratteristiche

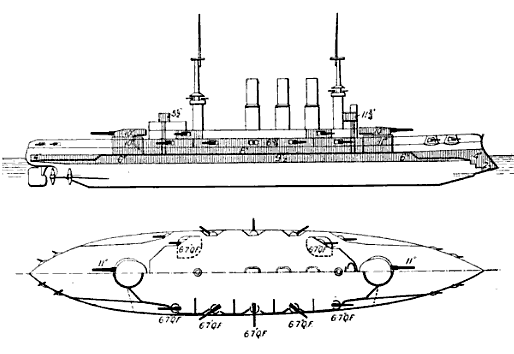
Pianta e profilo della classe Deutschland, le aree in scuro so quelle protette da corazza.

La Pommern fu ordinata con il nome provvisorio di "O". Impostata in cantiere il 22 marzo 1904 presso la AG Vulcan di Stettino. Avrebbe dovuto essere varata il 19 novembre 1905, ma il livello dell'acqua nello scalo era troppo basso, così si dovette attendere fino al 2 dicembre per il varo. Il Oberpräsident della Pomerania, Helmuth von Maltzahn, tenne il discorso inaugurale. Nel luglio 1907 la Pommern fu trasferita a Kiel dove vennero installate le batterie principali, quattro cannoni da 28 cm in due torrette. Entrò in servizio il 6 agosto, iniziando le prove in mare; durante le prove di velocità, ottenne la velocità massima di 18,7 nodi (34,6 km/h), che costituiva il primato per le navi pre-dreadnought dell'epoca.
La lunghezza fuori tutto era di 127,6 m ed il baglio massimo era di 22,2 m, con un pescaggio di 8,21 m. Il dislocamento massimo era di 14 218 tonnellate (13 993 long ton). Era dotata di un motore a vapore a tripla espansione che era in grado di sviluppare 13 015 chilowatt (17 453 ihp) alla velocità massima di 18 nodi (33 km/h). Il vapore era fornito da dodici caldaie Schulz-Thornycroft. Oltre ad essere la più veloce della sua classe, la Pommern era anche la più efficiente: alla velocità di crociera di 10 nodi (19 km/h), poteva navigare per 5 830 miglia nautiche (10 800 km). L'equipaggio, in tempo di pace, era composta da 35 ufficiali e 708 marinai che veniva notevolmente aumentato in condizioni di belligeranza.
Le batterie principali erano formate da quattro cannoni 28 cm SK L/40 in due torrette binate. Le batterie secondarie erano costituite da quattordici cannoni da 17 cm in casamatta e venti cannoni da 8,8 cm in supporti singoli. Era dotata di sei tubi lanciasiluri da 45 cm, posti al di sotto della linea di galleggiamento, uno a prua, uno a poppa e quattro sui lati di bordata. La protezione di murata era di 240 mm spessa a centronave ed il ponte corazzato aveva uno spessore di 40 mm. Le torrette avevano una protezione di 280 mm.

## Servizio

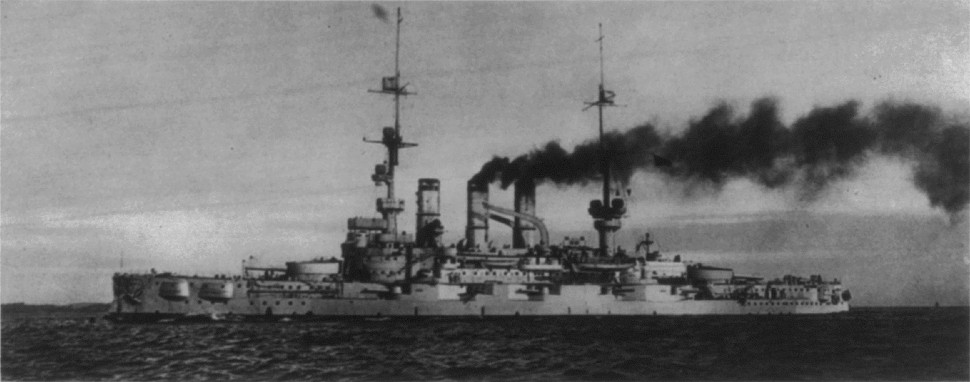
Pommern prima del conflitto

Pommern fu assegnata al II. Geschwader (2ª squadra da battaglia) della Hochseeflotte insieme alle sue cinque pariclasse. Prese parte alle manovre di flotta, insieme con il resto della Hochseeflotte, tenute tra il 1908 ed il 1914. Comprese le manovre nel Mar Baltico del 1908 ed una crociera nell'Atlantico l'anno seguente. Nel maggio 1910 la Pommern prese parte alle manovre di flotta nello stretto del Kattegat, seguite da una crociera estiva in Norvegia. Alla fine del 1910, la flotta condusse un'altra crociera di addestramento nel Baltico. I due anni seguenti impegnarono la nave in attività simili, ma la crociera estiva del 1912 fu interrotta nel Mar Baltico per la crisi di Agadir. Nel seconda parte dell'anno la Pommern prese parte alle manovre intorno all'isola di Helgoland nel Mare del Nord.
Nel luglio 1914, dopo due settimane dall'Attentato di Sarajevo, la Pommern era con la Hochseeflotte nella annuale crociera estiva verso la Norvegia. Con l'aumentare della tensione diplomatica fra gli stati, la crociera fu interrotta e le navi tornarono a Wilhelmshaven il 29 luglio. Alla mezzanotte del 4 agosto, la Gran Bretagna dichiarò guerra alla Germania. La Pommern rimase con la Hochseeflotte per i primi due anni della guerra navale contro gli inglesi. Il compito affidato al II. Geschwader della Pommern era il pattugliamento e la difesa degli accessi alla foce dell'Elba contro possibili incursioni della Royal Navy.
La Pommern e la sua squadra da battaglia si ricongiunsero alla Hochseeflotte per fornire il supporto alla missione degli incrociatori da battaglia del I. Aufklärungsgruppe (1º gruppo da ricognizione) che bombardarono i porti inglesi di Hartlepool e Whitby il 15–16 dicembre 1914. Durante la missione, la flotta tedesca composta da dodici navi da battaglia ed otto pre-dreadnought incrociarono a 10 nmi (19 km) da una squadra isolata di sei navi da battaglia britanniche. Tuttavia, i combattimenti fra le squadre dei cacciatorpediniere di scorta convinsero l'ammiraglio Friedrich von Ingenohl di avere di fronte l'intera Grand Fleet, così decise di ritirarsi e tornare in porto. Altre due sortite della fotta seguirono il 17–18 ed il 21–23 aprile 1915, senza incontrare la flotta avversaria. Una terza fu effettuata il 17–18 maggio, ed una quarta il 23–24 ottobre.
Il 24–25 aprile 1916, la Pommern e la sua squadra da battaglia si ricongiunsero di nuovo alla Hochseeflotte per fornire il supporto agli incrociatori da battaglia, che avevano il compito di effettuare un nuovo raid contro le coste inglesi. Mentre si dirigevano verso l'obiettivo, l'incrociatore da battaglia Seydlitz fu danneggiato da una mina. Il Seydlitz si sganciò e tornò in porto mentre il resto delle navi proseguiva la missione. A causa della cattiva visibilità, gli incrociatori da battaglia condussero solo un breve Bombardamento di Yarmouth e Lowestoft. L'operazione fu interrotta prima che la flotta britannica potesse intervenire.

### Battaglia dello Jutland

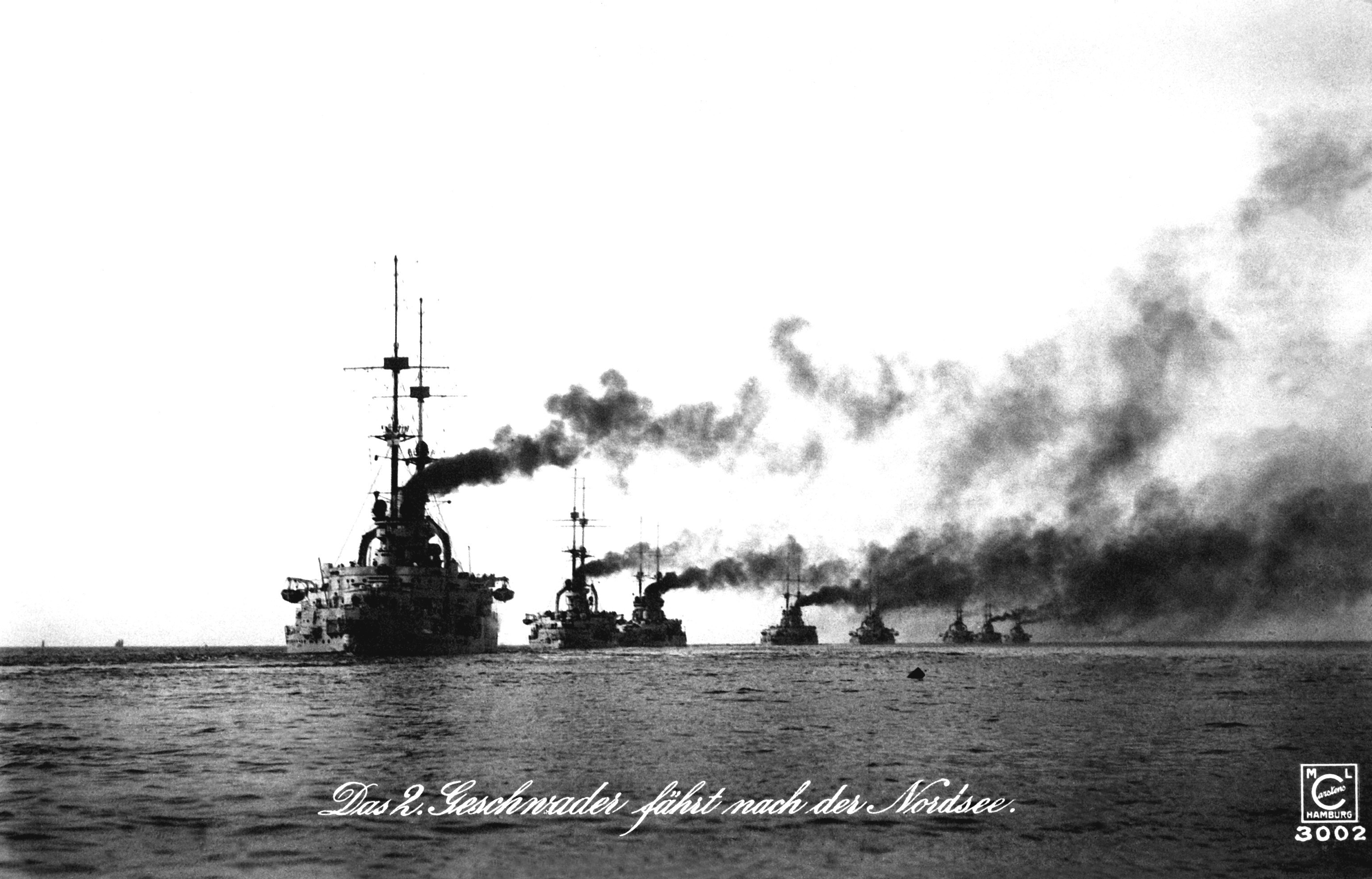
Il II. Geschwader in navigazione nel Mare del Nord

L'ammiraglio di squadra Reinhard Scheer, il nuovo comandante della Hochseeflotte, programmò, immediatamente, un'altra sortita nel Mare del Nord, ma il protrarsi della riparazione del Seydlitz rinviarono l'esecuzione verso la fine di maggio. Il Pommern rimaneva assegnato al II. Geschwader, ora sotto il comando dell'ammiraglio Franz Mauve. Quando le due flotte si incontrarono, la squadra della Pommern costituiva la retroguardia della linea tedesca. La flotta di Scheer venne in contatto con gli incrociatori da battaglia di David Beatty, il quale invertì la rotta per attirare la flotta tedesca verso la Grand Fleet, la flotta tedesca si dette all'inseguimento a tutta forza, le lente navi della classe Deutschland perdettero rapidamente contatto con la linea tedesca scadendo indietro.
Più tardi, alle 20:30 quando si stava facendo notte, gli incrociatori da battaglia del I. Aufklärungsgruppe, colpiti duramente da fuoco nemico, erano inseguiti dalle rimanenti navi della squadra di Beatty.
La Pommern e le altre "navi da cinque minuti" si interposero fra i britannici e la squadra di incrociatori da battaglia tedeschi. I puntatori della Pommern non riuscirono a selezionare un bersaglio, a causa della notte incipiente, ma altre navi della sua squadra fecero fuoco, anche se senza risultati. Gli incrociatori da battaglia britannici colpirono più volte le navi tedesche, compreso un centro sulla Pommern con un proietto da 12 in (30,5 cm) lanciato dall'Indomitable, costringendola a zigzagare. L'ammiraglio Mauve ordinò un'accostata di otto quarte verso Sud per allontanarsi dalle navi britanniche, che rinunciarono all'inseguimento.
Durante la notte, numerosi incontri tra la flotta tedesca in ritirata ed i cacciatorpediniere britannici, causarono perdite soprattutto da parte britannica, e fino alle prime luci dell'alba, la Pommern, ne era uscita indenne.
L'ultima flottiglia di cacciatorpediniere britannici ad incrociare la flotta tedesca in ritirata, la 12th Destroyer flottilla del capitano Anselan Stirling sul Faulknor  avvistò, nella scarsa luce dell'incipiente alba, la flotta nemica alle 2:45 del primo giugno. Alle 3:02, raggiunta la posizione di tiro, iniziò il lancio dei siluri, con la sua flottiglia di sei cacciatorpediniere, lanciando, complessivamente 17 siluri, da distanze comprese tra le 2 000 iarde (1 800 m) e le 3 000 iarde (2 700 m) contro la linea da battaglia tedesca.
Alle 3:10 del mattino, la Pommern fu l'unica nave della linea ad essere colpita da un siluro lanciato dal cacciatorpediniere Onslaught della flottiglia di Stirling. Sicuramente un siluro, forse due, colpirono la nave, provocando l'esplosione della santabarbara delle cariche dei cannoni da 17 cm, l'esplosione divise in due la nave. La parte di poppa si rovesciò e rimase a galla per almeno venti minuti, con le eliche in moto nell'aria. La Hannover, che seguiva la Pommern direttamente, fu costretta a virare bruscamente per evitare il relitto. Dell'intero equipaggio della Pommern di 839 uomini fra ufficiali e marinai non fu trovato nessun superstite. Fu l'unica nave da battaglia affondata nella battaglia dello Jutland; I cacciatorpediniere britannici furono oggetto del fuoco di interdizione da parte di alcune navi tedesche, il comandante dell'Onsluaght, Arthur Onslow fu ucciso. La perdita della Pommern convinse l'ammiraglio Scheer a lasciare le navi della sua classe in porto per la successiva azione del 18–19 agosto 1916.
Il relitto della nave giace sul fondo del Mare del Nord, pur essendo stato soggetto a spoliazione, una vasta porzione della poppa, lunga circa 80 m, è tuttora (2016) rilevabile sul fondale.